# سيف الدين الكيلاني
سيف الدين محمود زيد الكَيلاني (1914 - 3 يونيو 1968) كاتب ومربِّ وشاعر فلسطيني - أردني. ولد في مدينة القنفذة في الحجاز وتعلّم في مدارس نابلس ويافا ثم انتقل إلى القدس ودرس في الكليّة العربية فيها، ومنها ذهب إلى أستراليا فنال شهادة الأستاذية في التربية. عمل في حقل التدريس مربّيًا ومفتشًا ومديرًا. ساهم في عدّة مؤتمرات دوليّة ممثًلًا حكومة الأردن في سوريا ومصر ولبنان وليبيا. ثم تولّى سفارة الأردن في المغرب، وعُيِّن أستاذًا في جامعة الرباط. توفّي فيها ودفن في عمّان. نال عدد من الأوسمة الأردنية والمغربية وله عدة مؤلفات في التربية والإدارة التربوية وكتب بعض الكتب المدرسية لتعليم اللغة العربية. له أيضًا ديوانان بعنوان خلجات قلب والحنين إلى الوطن.

## سيرته
ولد سيف الدين محمود زيد الكيلاني عام 1914م/ 1332 هـ في مدينة القنفذة في الحجاز حينما كان والده موظفاً فيها. تعلّم في مدارس الحكومية في نابلس ويافا ثم انتقل إلى القدس وواصل دارسته في الكليّة العربية ونال شهادة امتحان المعلمين عام 1937.

عُيّن معلّماً في ثانوية الخليل، ثم مديراً لمدرسة طبريا، ثم استقال من التربية وعمل سكرتيراً لبنك الأمّة العربية في القدس، ثم مديراً لفرعه في نابلس.

بعد نكبة 1948 عُيّن معلّماً في ثانوية كركوك بالعراق، فمعلّماً في ثانوية ابن رشد في مدينة حماة بسوريا، ثم عاد إلى الأردن، وعُيّن مديراً لثانوية إربد ثمّ مديراً لثانوية السلط.

أوفد في بعثة علمية على نفقة منظّمة التربية والثقافة والعلوم الدولية إلى أستراليا ونال الدبلوم عام 1954، ثمّ سافر إلى نيوزيلاندا فالولايات المتحدة، فبريطانيا، ثم فرنسا خلال 1954 - 1956. نال الدكتوراه في التربية من جامعة عين شمس في القاهرة، 1960.

ثم عُيّن مفتّشاً في وزارة التربية والتعليم، ووكيلاً لوزارة الإنشاء والتعمير عام 1962، ثم وزيراً للإنشاء والتعمير عام 1965. عُيّن سفيراً للأردن في الرباط بالمغرب عام 1966، ثم أستاذاً محاضراً في جامعة الملك محمد الخامس في الرباط 1967.

توفي في 3 يونيو 1968 / 7 ربيع الأول 1388 في الرباط، ونقل جثمانه إلى الأردن ودفن في مقبرة عمّان الكبرى.

## جوائزه
- وسام الكوكب من الدرجتين الثالثة والثانية.
- وسام النهضة من الدرجة الأولى.
- وسام الكفاءة الفكرية من المملكة المغربية.

## شعره
كتب القصائد الوطنية، وتميزت هذه القصائد بـ«الحماسة العربية، وبحسن إنساني شفيف وعميق، وخص فلسطين قضية العرب الأولى بكثر من شعره، فقد كانت عنده أكثر من وطن مسلوب، فهي بمثابة العمق العربي، وخاصرة الأمة الإسلامية، وقد تميزت أشعاره بالشكل الكلاسيكي، الذي راعى التجديد في اللغة والتركيب الشعري، كما عُرفت قصائده بالرصانة وقوة السبك، وبصدق العاطفة وحرارتها.»  ذكره عبد العزيز البابطين في معجمه وقال«غلب المعنى الوطني على شعره، وامتزجت نزعته الروحية بحسّ إنساني وحماسة عربية، وكان هذا طبيعياً في توجهه إلى قضية وطنه فلسطين وقراءة نكبتها وما ترتب عليها، وما يسعى إليه من أجلها. في قصائده تلتقي ملامح القديم والحديث، وتميل الصياغة إلى الرصانة والجدة.» 

## مؤلفاته
من مؤلفاته:
- خلجات قلب، مجموعة شعرية، 1994.
- الحنين إلى الوطن، مجموعة شعرية.
- دراسة مقارنة لنظم التفتيش في الأردن واستراليا ونيوزيلاندا، رسالة ماجستير.
- تجربة في الإشراف الفنّي في مدارس الأردن الثانويّة، رسالة دكتوراه في الفلسفة.
- شرح النصوص المختارة لطلاّب المدارس الثانوية، خمسة أجزاء بالاشتراك.
- كتابي، طريقة الجملة في تعليم الأطفال، بالاشتراك.
- المعلمّ المنفرد، ترجمة بتكليف من اليونسكو بالاشتراك.